# Lectures pour tous
Lectures pour tous. Revue universelle et populaire illustrée fue una revista francesa fundada en 1898 por Victor Tissot y editada por Hachette et Cie.

## Historia
Rechazando información de tipo generalista o novelas por entregas y abundantemente ilustrada con dibujos y fotografías, Lectures pour tous (literal, Lecturas para todos) apareció primeramente en suplemento del Almanach Hachette en 1894, para después aparecer semanalmente a partir de octubre de 1898; quincenalmente al finalizar la década de 1910 y, hasta junio de 1940, como ejemplar suelto o primera serie. Durante este periodo, absorbe en 1930 la revista Le Tour du monde, y después, en 1939, la revista Je sais tout. 
Los primeros ejemplares parecieron en un volumen mediano de 96 páginas en blanco y negro imprimidas en semigrabado sobre papel fabricado en Crété o Lahure. Apostó por un diseño creativo, con recuadros y grabados a doble página. El tono es políticamente neutro, que se identifica con el resto de las publicaciones Hachette para el mundo educativo, pero se especiliza en temas recreativos, exóticos o a veces en valores como el chovinismo y el revanchismo, proponiendo a los lectores una visión idealista del Imperio colonial en la que destacan los «valores universales» de la Francia de la III República.
Una nueva fórmula semanal publicada por Edi-Mundo, filial de Hachette, aparece a partir del 7 de noviembre de 1954. A principios de 1971, la revista se fusiona con la revista Constellation, que había editado algunos números de más de 100.000 ejemplares, pero desaparece en 1974.

## Algunos colaboradores

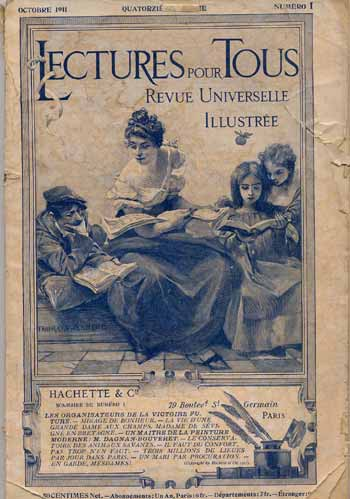
Portada dibujada por Léopold Flameng (octubre de 1911).

Lectures pour tous recompró los derechos de reproducción de artículos y de ilustraciones anglosajonas (vía agencias como Harpers & Co.) y sirvió de escaparate a las abundantes producciones del grupo editorial Hachette. No obstante, se anotó algunas producciones originales, aunque la mayoría de los reportajes no eran firmados. La parte gráfica fue concebida por los talleres Gïr, proveedor habitual del Almanach Hachette.
- Léopold Flameng
- Maurice Hamel
- Louis Malteste
- Raymond de La Nézière
- Gaston Paris
- Charles Rabot
- Hermann Vogel